# Моббинг (этология)

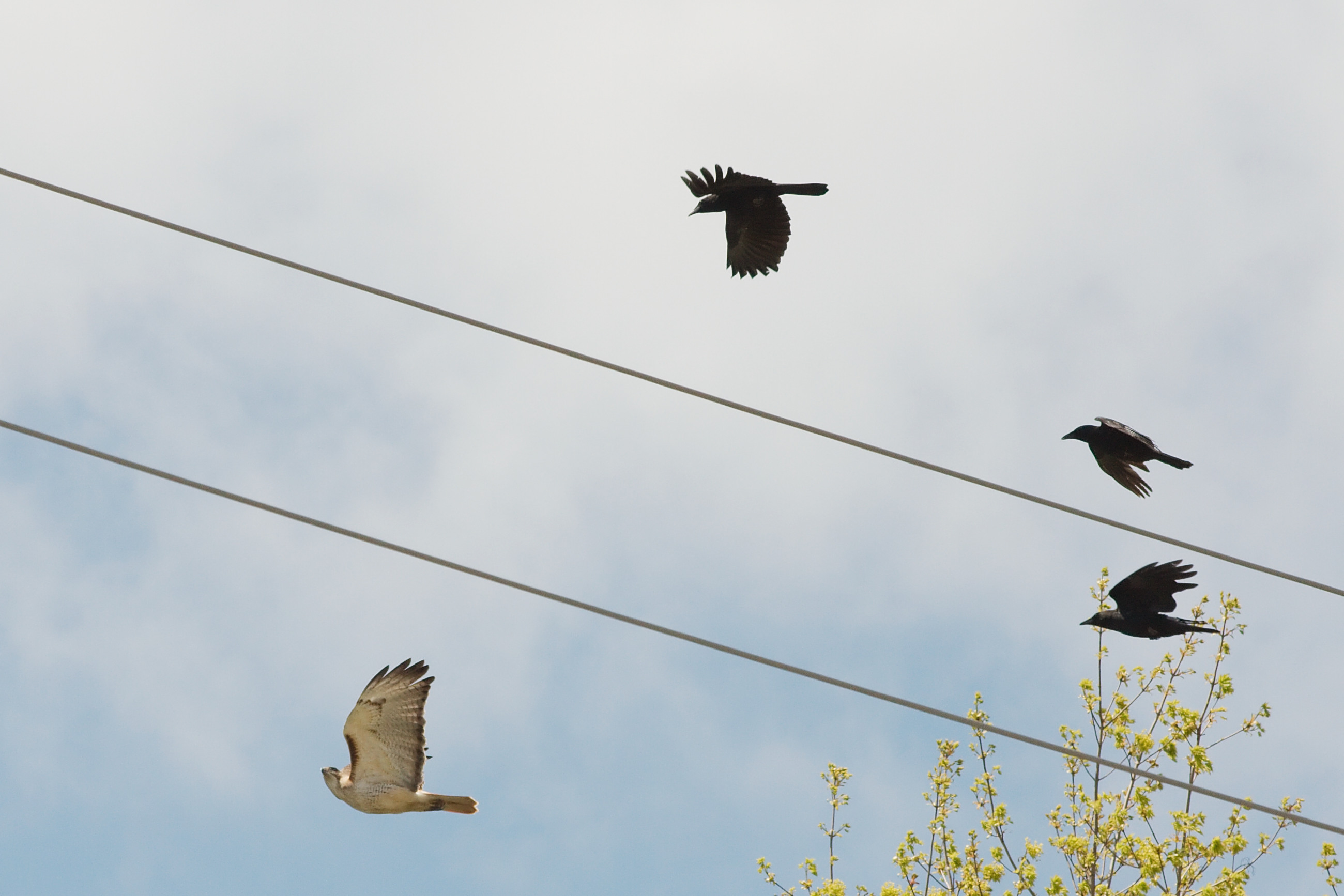
Вороны атакуют краснохвостого ястреба

Моббинг в животном мире (англ. mob — агрессивная толпа, банда) — явление, представляющее собой защитное поведение, применяемое для совместной защиты от хищников, в основном для защиты молодняка. Как правило, моббинг — это совместная атака на потенциально опасного хищника. Чаще всего наблюдается у птиц, хотя также известны примеры моббинга и у других видов, таких как сурикаты, некоторые копытные и киты. Замечено, что моббинг эволюционно развивался у тех видов, потомство которых часто подвергается атакам хищников. Моббинг может дополнять другие адаптационные механизмы, такие как защитная окраска и тому подобное.
Конрад Лоренц в своей книге «Об агрессии» (1966) приписывал моббинг среди птиц и животных инстинктам, коренящимся в дарвиновской борьбе за выживание. По его мнению, люди подвержены сходным врожденным импульсам, но способны поставить их под рациональный контроль (см. Моббинг).

## Птицы

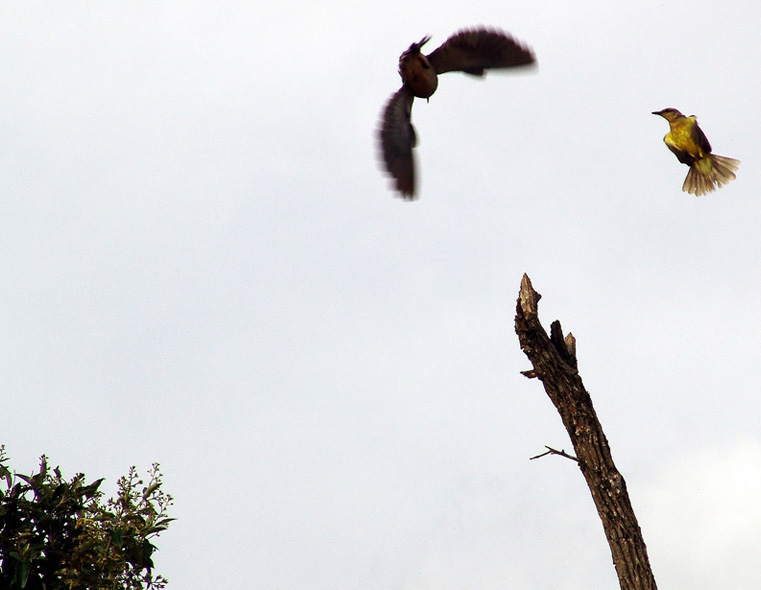
Большая питанга (справа) отгоняет ястреба

Моббинг часто встречается у тех видов птиц, которые размножаются в колониях, например, у чаек. В Северной Америке моббинг наблюдается у таких птиц, как пересмешники, вороны, сойки, синицы, крачки, черные дрозды и канадские поползни. Поведение включает в себя полёт вокруг нарушителя, громкие крики и испражнение. Моббинг также может использоваться для борьбы за корм, при этом мелким птицам удаётся отгонять более крупных птиц и млекопитающих. Для этого часть птиц отвлекают конкурента, а другие быстро крадут корм. Птицы-мусорщики, такие как чайки, часто используют такой приём, чтобы красть еду у людей. Стая птиц может отогнать даже крупное животное или человека. Так, озёрные чайки агрессивно атакуют представителей более крупных видов птиц, таких как вороны-падальщики.

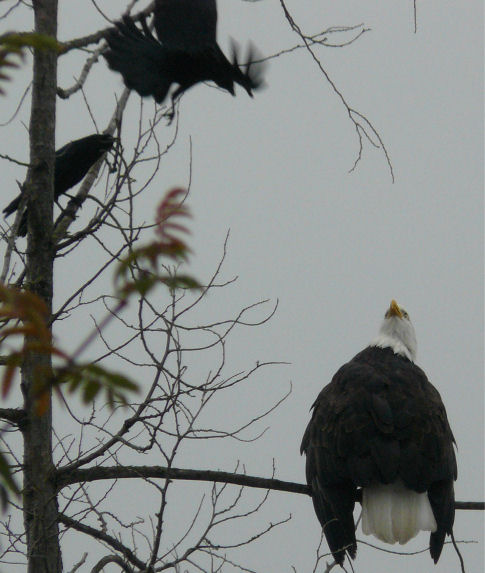
Вороны приготовились к атаке белоголового орлана

Помимо отгона хищника, моббинг применяется для того, чтобы привлечь внимание к хищнику, делая невозможной внезапную атаку последнего. Моббинг играет решающую роль в идентификации хищников и межпоколенческом обучении идентификации хищников. Реинтродукция часто бывает неудачной из-за того, что на новом месте у популяции отсутствуют знания о том, как идентифицировать местных хищников.
Моббинг представляет опасность даже для спящих [мелких] хищников, поскольку может привлечь более крупных хищников. Поэтому ночные хищники, такие как совы, имеют ярко выраженное маскировочное оперение и скрытые места днёвок.

## Другие животные

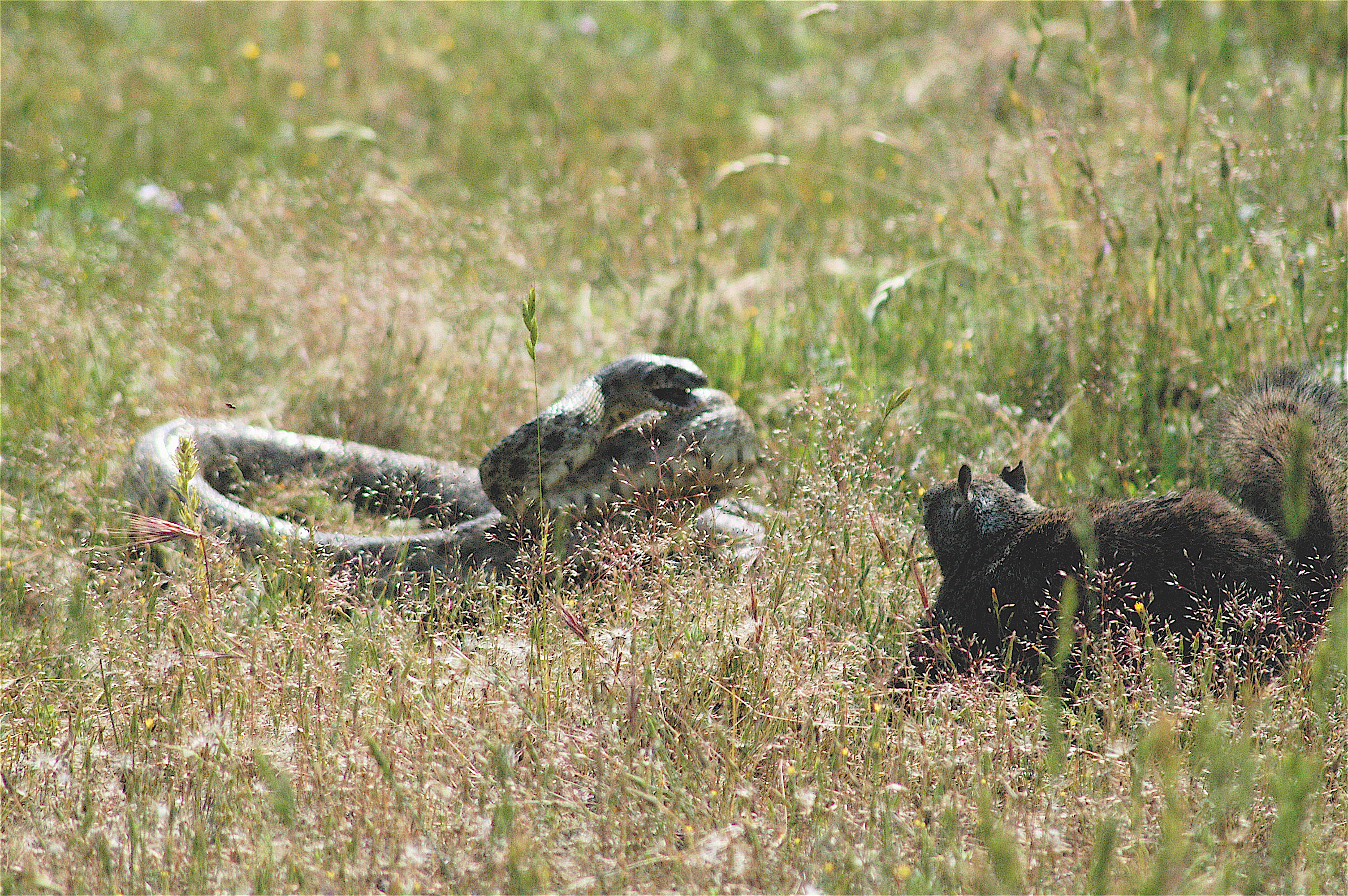
Появление группового поведения в различных таксонах, включая калифорнийских сусликов, подтверждает теорию конвергентной эволюции

Совместные действия, кроме чаек и других птиц, наблюдаются также у других видов животных. Это подтверждает теорию конвергентной эволюции, которая утверждает, что из-за сходного давления отбора разные виды могут вырабатывать сходное приспособительное поведение. Так, моббинг, как средство защиты от хищников, наблюдается у некоторых видов млекопитающих. Одним из примеров является калифорнийский суслик, который отвлекает хищников, таких как гремучая змея и сосновые змеи, от поиска входа в нору, бросая им песок в морду, что нарушает работу органов чувств у этих хищников.
Моббинг практикуют также некоторые рыбы. Например, синежаберные солнечники иногда нападают на щелкающих черепах. Также известно, что горбатые киты применяют моббинг против косаток, даже когда последние нападают на другие виды китов, тюленей, морских львов и рыбу.

## Эволюция

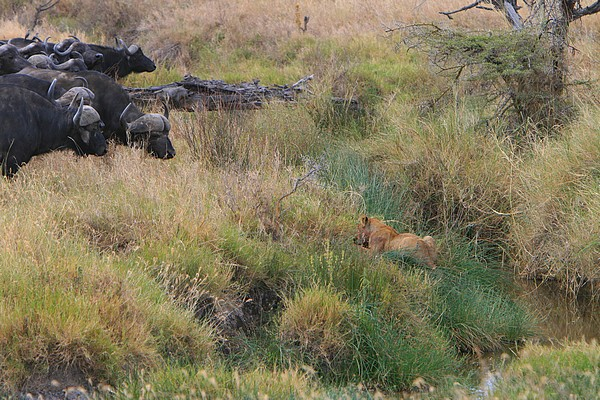
Стадо африканских буйволов применяет групповую защиту против льва

Эволюция моббинга может быть объяснена с помощью эволюционно устойчивых стратегий, которые в свою очередь основаны на теории игр.
Моббинг включает в себя риски (затраты) для особи и выгоды (прибыль) как для данной особи, так и для и других. Поскольку особи, вовлечённые в моббинг, как правило, генетически связаны, моббинг все чаще изучается с точки зрения генно-ориентированных взглядов на эволюцию, учитывая совокупную приспособленность (перенос генов через членов семьи), а не просто пользу для данной особи.
Сотрудничая, чтобы успешно отогнать хищников, все вовлечённые особи увеличивают свои шансы на выживание и размножение. У отдельной особи мало шансов против более крупного хищника, но когда задействована большая группа, риск для каждого члена группы уменьшается. Это так называемый «эффект разбавления», предложенный У. Д. Гамильтоном. Он является ещё одним способом объяснения сотрудничества даже среди эгоистичных особей. Другую трактовку преимуществ нападения большой группой дают законы Ланчестера.
Другая интерпретация включает использование теории сигнализации и, возможно, принципа гандикапа. Идея заключается в том, что особь, участвуя в моббинге, с одной стороны, подвергает себя риску, а с другой — повышает свой статус, демонстрируя свои качества с той целью, чтобы её предпочитали потенциальные партнёры.